# Montagnac-sur-Lède
Pour les articles homonymes, voir Montagnac.
Montagnac-sur-Lède est une commune du Sud-Ouest de la France, située dans le département de Lot-et-Garonne (région Nouvelle-Aquitaine).

## Géographie

### Localisation
Commune située sur la Lède.

### Communes limitrophes
Les communes limitrophes sont  Gavaudun, Lacaussade, Monflanquin, Monségur, Paulhiac et Salles.
| Paulhiac    | Gavaudun           |        |
| Monflanquin | Montagnac-sur-Lède | Salles |
| Lacaussade  | Monségur           |        |

### Climat
Pour des articles plus généraux, voir Climat de la Nouvelle-Aquitaine et Climat de Lot-et-Garonne.
Historiquement, la commune est exposée à un climat océanique aquitain.  
En 2020, Météo-France publie une typologie des climats de la France métropolitaine dans laquelle la commune est exposée à un climat océanique altéré et est dans la région climatique Aquitaine, Gascogne, caractérisée par une pluviométrie abondante au printemps, modérée en automne, un faible ensoleillement au printemps, un été chaud (19,5 °C), des vents faibles, des brouillards fréquents en automne et en hiver et des orages fréquents en été (15 à 20 jours).
Pour la période 1971-2000, la température annuelle moyenne est de 13,1 °C, avec une amplitude thermique annuelle de 15,5 °C. Le cumul annuel moyen de précipitations est de 852 mm, avec 10,4 jours de précipitations en janvier et 6,8 jours en juillet. Pour la période 1991-2020, la température moyenne annuelle observée sur la station météorologique la plus proche, située sur la commune de Lacapelle-Biron à 8 km à vol d'oiseau, est de 13,6 °C et le cumul annuel moyen de précipitations est de 833,3 mm,. Pour l'avenir, les paramètres climatiques de la commune estimés pour 2050 selon différents scénarios d’émission de gaz à effet de serre sont consultables sur un site dédié publié par Météo-France en novembre 2022.

## Urbanisme

### Typologie
Au 1er janvier 2024, Montagnac-sur-Lède est catégorisée commune rurale à habitat très dispersé, selon la nouvelle grille communale de densité à sept niveaux définie par l'Insee en 2022.
Elle est située hors unité urbaine et hors attraction des villes,.

### Occupation des sols

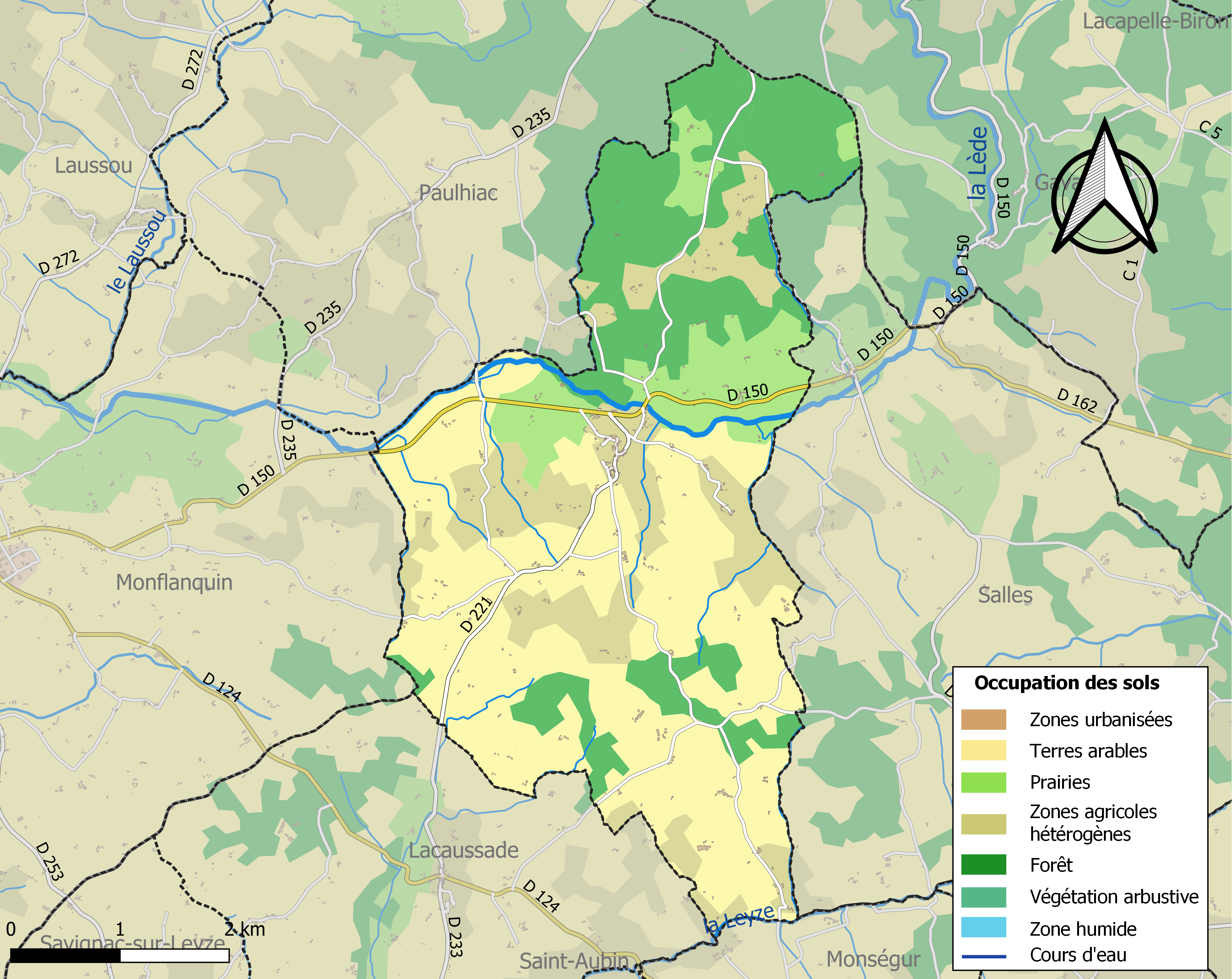
Carte des infrastructures et de l'occupation des sols de la commune en 2018 (CLC).

L'occupation des sols de la commune, telle qu'elle ressort de la base de données européenne d’occupation biophysique des sols Corine Land Cover (CLC), est marquée par l'importance des territoires agricoles (75,2 % en 2018), en diminution par rapport à 1990 (77,1 %). La répartition détaillée en 2018 est la suivante : 
terres arables (45,4 %), forêts (24,8 %), zones agricoles hétérogènes (18,9 %), prairies (11 %). L'évolution de l’occupation des sols de la commune et de ses infrastructures peut être observée sur les différentes représentations cartographiques du territoire : la carte de Cassini (XVIIIe siècle), la carte d'état-major (1820-1866) et les cartes ou photos aériennes de l'IGN pour la période actuelle (1950 à aujourd'hui).

### Risques majeurs
Le territoire de la commune de Montagnac-sur-Lède est vulnérable à différents aléas naturels : météorologiques (tempête, orage, neige, grand froid, canicule ou sécheresse), inondations, feux de forêts, mouvements de terrains et séisme (sismicité très faible). Un site publié par le BRGM permet d'évaluer simplement et rapidement les risques d'un bien localisé soit par son adresse soit par le numéro de sa parcelle.
Certaines parties du territoire communal sont susceptibles d’être affectées par le risque d’inondation par une crue à  débordement lent de cours d'eau, notamment la Lède et la Leyze. La commune a été reconnue en état de catastrophe naturelle au titre des dommages causés par les inondations et coulées de boue survenues en 1982, 1993, 1999, 2003, 2008 et 2009,.
Montagnac-sur-Lède est exposée au risque de feu de forêt. Depuis le 20 avril 2016, les départements de la Gironde, des Landes et de Lot-et-Garonne disposent d’un règlement interdépartemental de protection de la forêt contre les incendies. Ce règlement vise à mieux prévenir les incendies de forêt, à faciliter les interventions des services et à limiter les conséquences, que ce soit par le débroussaillement, la limitation de l’apport du feu ou la réglementation des activités en forêt. Il définit en particulier cinq niveaux de vigilance croissants auxquels sont associés différentes mesures,.
Les mouvements de terrains susceptibles de se produire sur la commune sont des affaissements et effondrements liés aux cavités souterraines (hors mines) et des tassements différentiels. Afin de mieux appréhender le risque d’affaissement de terrain, un inventaire national permet de localiser les éventuelles cavités souterraines sur la commune.

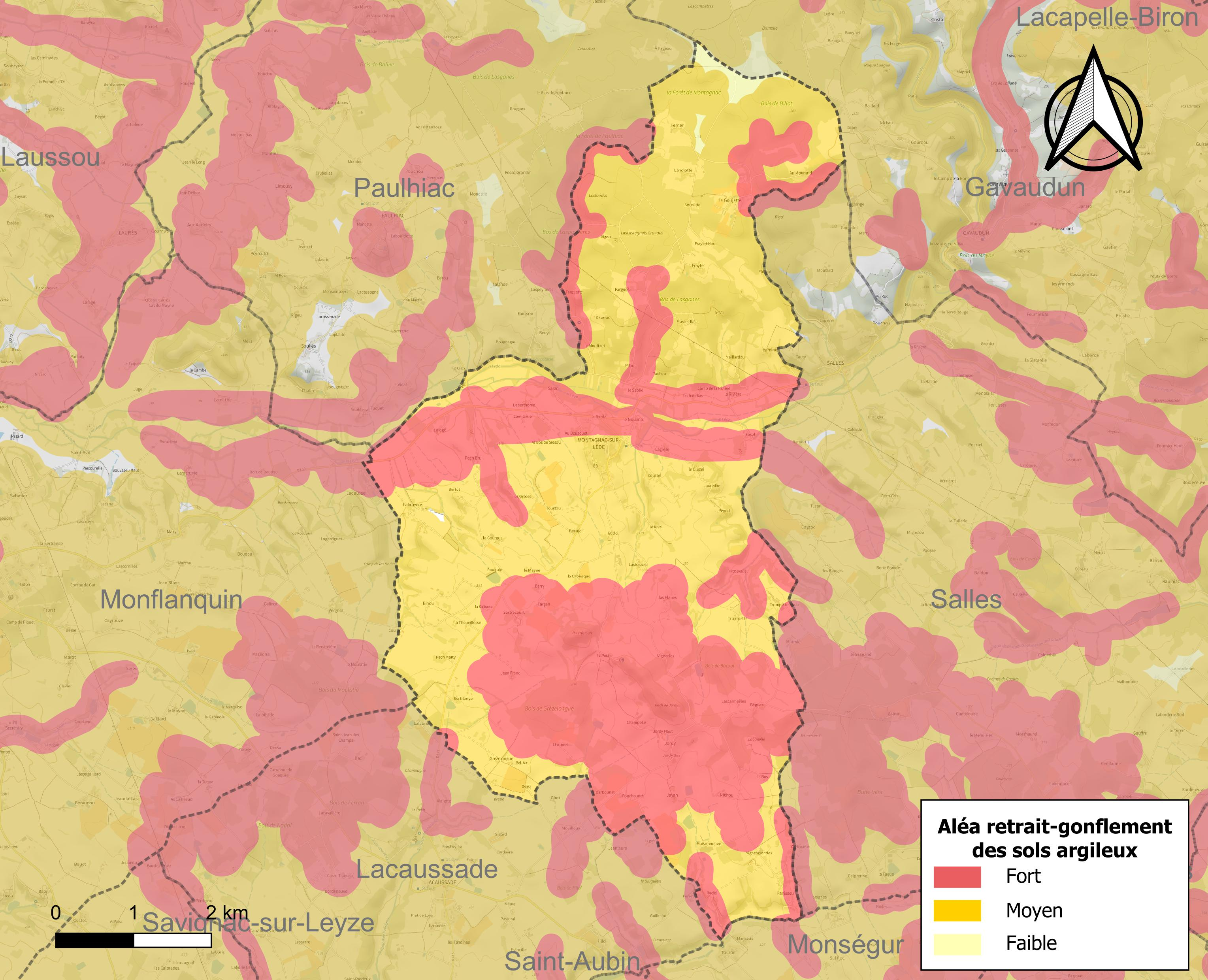
Carte des zones d'aléa retrait-gonflement des sols argileux de Montagnac-sur-Lède.

Le retrait-gonflement des sols argileux est susceptible d'engendrer des dommages importants aux bâtiments en cas d’alternance de périodes de sécheresse et de pluie. 99,3 % de la superficie communale est en aléa moyen ou fort (91,8 % au niveau départemental et 48,5 % au niveau national). Depuis le 1er octobre 2020, en application de la loi ELAN, différentes contraintes s'imposent aux vendeurs, maîtres d'ouvrages ou constructeurs de biens situés dans une zone classée en aléa moyen ou fort,.
Concernant les mouvements de terrains, la commune a été reconnue en état de catastrophe naturelle au titre des dommages causés par la sécheresse en 2003 et 2005 et par des mouvements de terrain en 1999.

## Histoire
Le 21 mai 1944, lors d'une opération contre le maquis engagée sur un front allant de Villeneuve-sur-Lot à Frayssinet-le-Gélat, des éléments de la 2e division SS Das Reich raflent plusieurs otages, qui sont enfermés à Vergt-de-Biron avant d'être envoyés à Agen. D'autres rafles et épisodes sanglants ont lieu à Lacapelle-Biron, Dévillac, Frayssinet-le-Gélat, Vergt-de-Biron, Salles, Fumel, Monsempron-Libos, le même jour.

## Politique et administration
| Période                                  | Période       | Identité    | Étiquette | Qualité |
| ---------------------------------------- | ------------- | ----------- | --------- | --- |
| mars 2001                                | mars 2014     | Annie Dupré |           | Agricultrice |
| mars 2014                                | décembre 2024 | Yvon Setze  | DLF       | Menuisier et ébéniste, président de la CPME du Lot-et-Garonne et de la Fédération française du bâtiment du Lot-et-Garonne, |
| Les données manquantes sont à compléter. |               |             |           | |

## Démographie
| 1793  | 1800 | 1806 | 1821 | 1831 | 1836 | 1841 | 1846 | 1851 |
| ----- | ---- | ---- | ---- | ---- | ---- | ---- | ---- | ---- |
| 1 914 | 832  | 946  | 993  | 990  | 913  | 923  | 915  | 870  |

| 1856 | 1861 | 1866 | 1872 | 1876 | 1881 | 1886 | 1891 | 1896 |
| ---- | ---- | ---- | ---- | ---- | ---- | ---- | ---- | ---- |
| 804  | 785  | 745  | 686  | 721  | 695  | 670  | 649  | 628  |

| 1901 | 1906 | 1911 | 1921 | 1926 | 1931 | 1936 | 1946 | 1954 |
| ---- | ---- | ---- | ---- | ---- | ---- | ---- | ---- | ---- |
| 608  | 590  | 540  | 525  | 506  | 473  | 448  | 436  | 368  |

| 1962 | 1968 | 1975 | 1982 | 1990 | 1999 | 2006 | 2007 | 2012 |
| ---- | ---- | ---- | ---- | ---- | ---- | ---- | ---- | ---- |
| 362  | 335  | 284  | 290  | 259  | 267  | 262  | 261  | 246  |

| 2017 | 2022 | - | - | - | - | - | - | - |
| ---- | ---- | - | - | - | - | - | - | - |
| 273  | 271  | - | - | - | - | - | - | - |

## Économie
Montagnac-sur-Lède, commune rurale du canton de Monflanquin, possède plusieurs secteurs d'activité :
- l'agriculture, dont la surface représente environ le tiers de la surface totale de la commune ;
- le tourisme avec de nombreux hébergement de vacances ;
- l'artisanat (garagiste, boulanger, deux menuisiers) ;
- un musée de la Boulangerie, le moulin du Cros[30].

## Culture locale et patrimoine

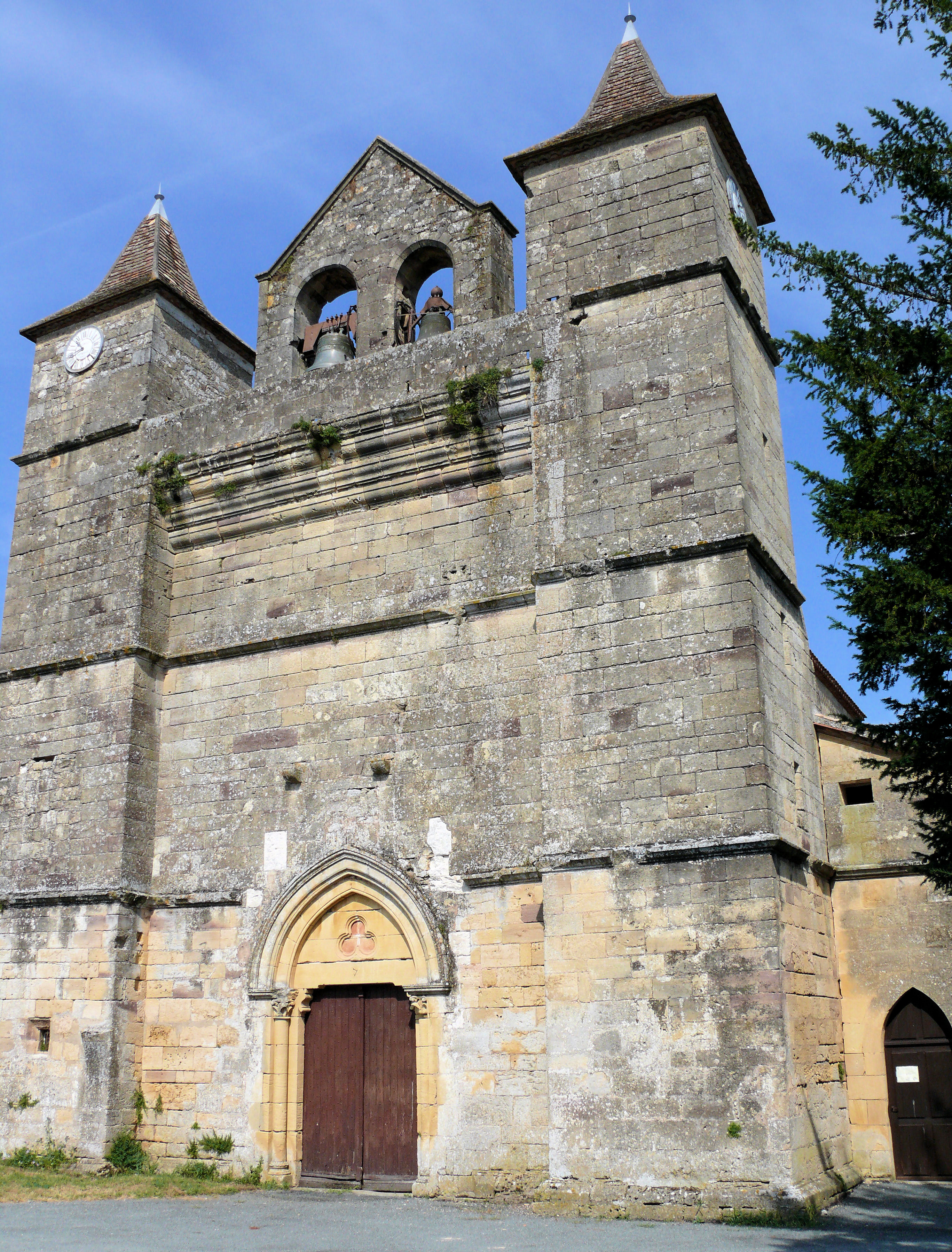
Église Saint-Martin - façade.

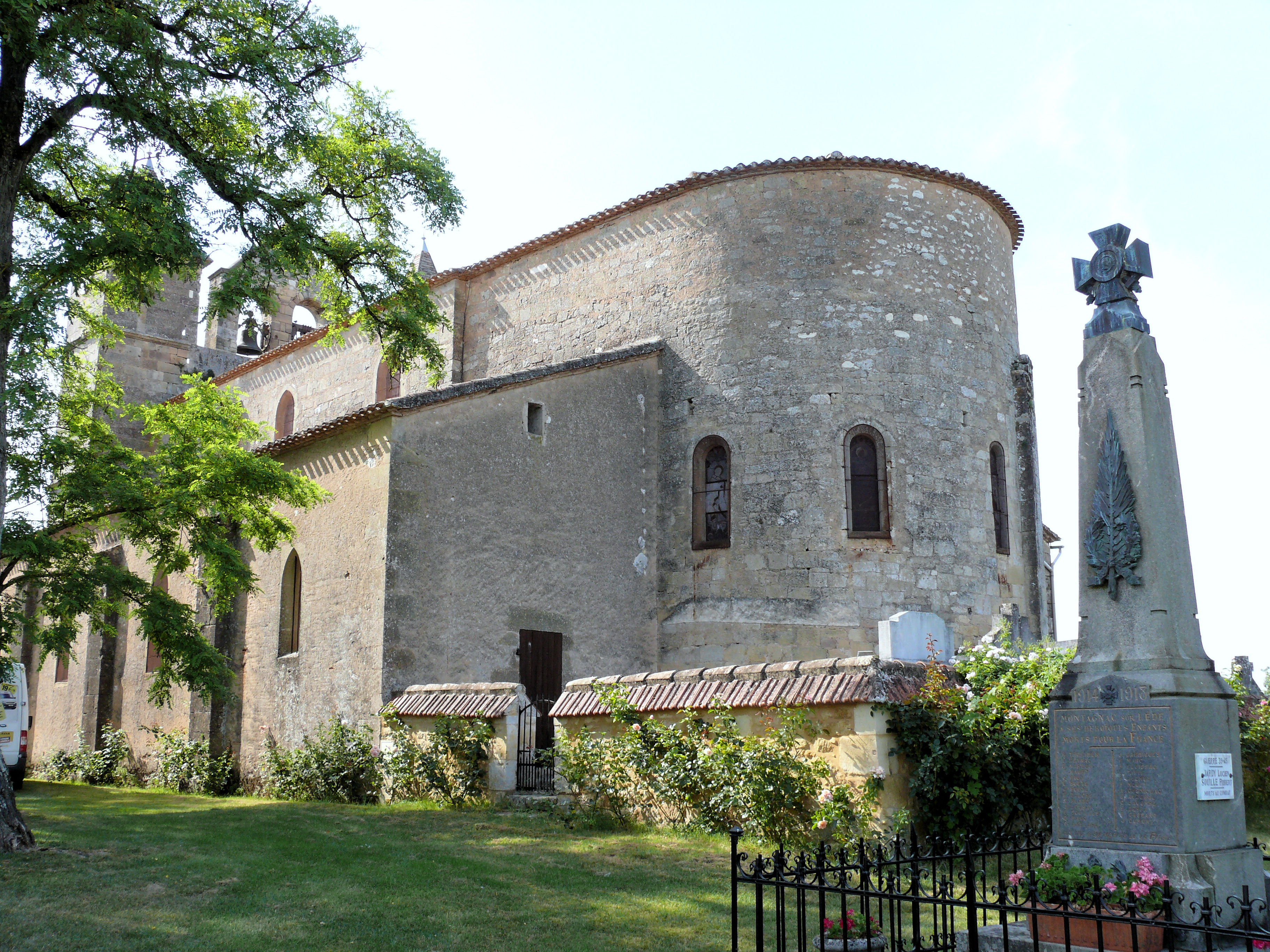
Église Saint-Martin - chevet et monument aux morts.

### Lieux et monuments
L'édifice est inscrit en totalité au titre des monuments historiques par arrêté du 7 janvier 1926.

### Personnalités liées à la commune
- Isaac Jallabert (1765-1815), député des Cent-Jours né et mort sur la commune.